# Lhota pod Hořičkami
Obec Lhota pod Hořičkami (německy Lhota unter Klein Horschitz) se nachází v okrese Náchod, kraj Královéhradecký. Žije zde 273 obyvatel.

## Historie
Ačkoliv ves vznikla nejspíše v první polovině 13. století, první písemná zmínka o obci pochází z roku 1405.

## Části obce
- Lhota pod Hořičkami
- Světlá
- Újezdec